# Біфункційний каталіз
Біфункці́йний ката́ліз (рос. бифункциональный катализ, англ. bifunctional catalysis) — каталіз біфункційними хімічними сполуками, що відбувається за механізмом, в якому обидві групи беруть участь у лімітуючій стадії через циклічний проміжний комплекс. Каталітична дія такого каталізатора є більшою, ніж адитивна дія двох різних каталізаторів, кожен з яких має одну з двох функційних груп біфункційного каталізатора.
Цей термін не рекомендується використовувати для опису концертних (узгоджених) дій двох різних каталізаторів, це є концертний каталіз.